# Felicjan Feliński

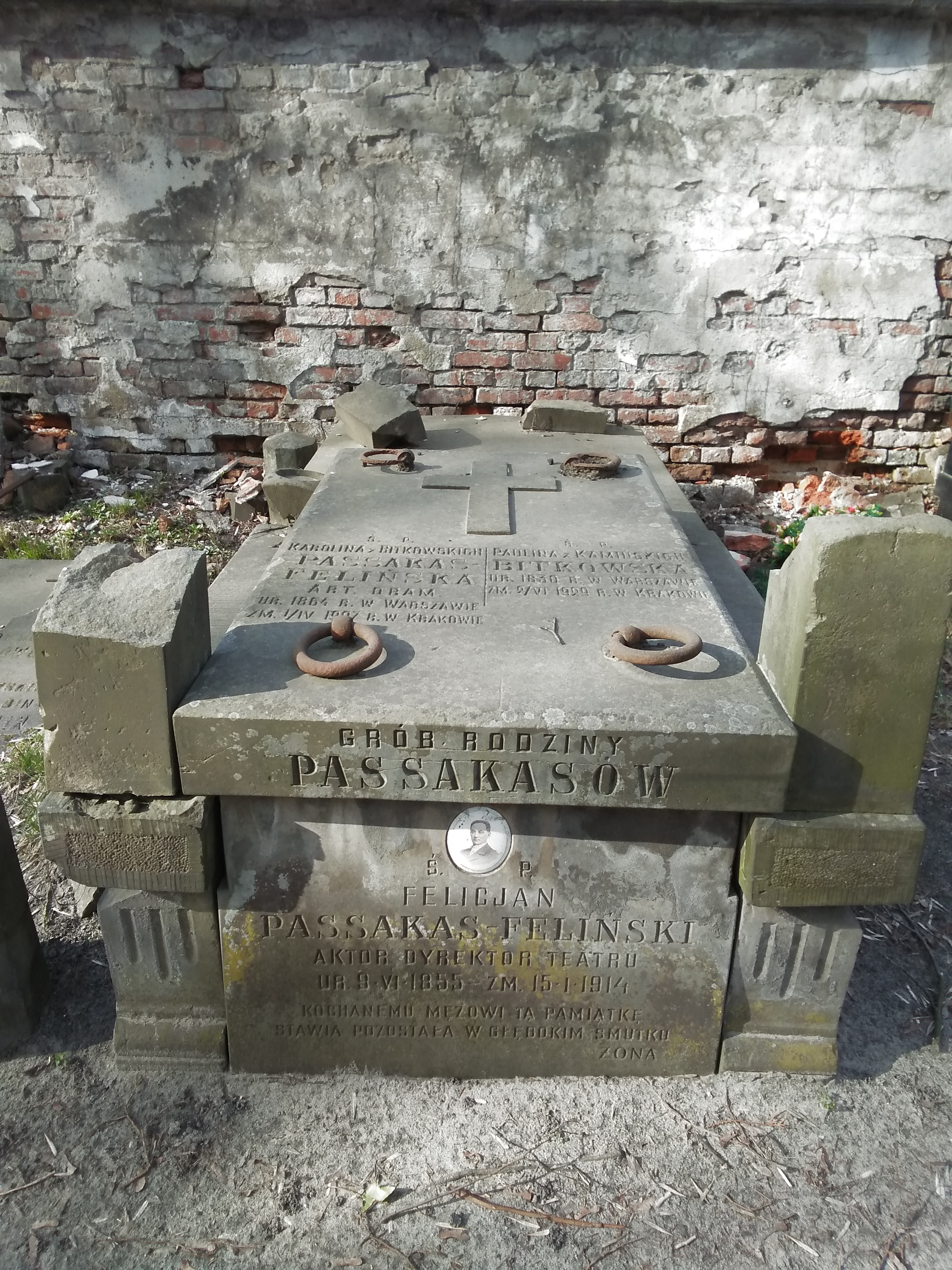
Grób Felicjana Felińskiego na cmentarzu Powązkowskim

Felicjan Feliński (właśc. Passakas, ur. 9 czerwca 1855 w Galicji, zm. 15 stycznia 1914 w Warszawie) – polski aktor teatralny, śpiewak operetkowy, dyrektor teatrów.

## Życiorys
Pochodził z ormiańskiej rodziny Passakasów. Był synem ziemianina Teodora Passakasa i Krystyny Strzembosz. Ukończył gimnazjum we Lwowie, przez pewien czas uczęszczał na wykłady prawa na Uniwersytecie lwowskim. Jego synem był prof. Akademii Handlowej w Krakowie – Mieczysław Passakas.
Debiutował w teatrze lwowskim w roku 1875, w Krakowie w r. 1878. Od 1879 śpiewał i grał role komediowe w tatrach na prowincji i w teatrach letnich: w Tarnowie, w Wielkopolsce, w Łowiczu, Płocku i Włocławku (sezon 1883/1884), w Lublinie (1885), w r. 1885/86 w Płocku, Łowiczu, Piotrkowie i Łodzi (drugie jego tournee na Mazowszu). Promował twórczość operetkową Offenbacha w Galicji. W roku 1895 objął dyrekcję teatru lubelskiego (do 1898). Zespół jego był w tym czasie jednym z lepszych w Królestwie Polskim. Należeli do niego na ogół dobrzy aktorzy (m.in. w 1896-98 Stanisława Wysocka). Feliński dbał o dobry repertuar, zapraszał na gościnne występy do Lublina i innych miast, które odwiedzał, wybitnych aktorów WTR, m.in. Bolesława Leszczyńskiego, Józefa Kotarbińskiego, Mieczysława Frenkla.
Od jesieni 1898 przeniósł się ze swoim zespołem do Sosnowca, objął dyrekcję teatru miejskiego i prowadził ją do roku 1904, dając również przedstawienia objazdowe w Zagłębiu Dąbrowskim (m.in. w Będzinie i Dąbrowie Górniczej – cyklicznie dwa lub trzy razy w tygodniu), a w miesiącach letnich także w Kielcach, Częstochowie, Warszawie, Piotrkowie Trybunalskim. Był pierwszym dyrektorem teatru i operetki, który prowadził teatr sosnowiecki przez sześć sezonów. Podejmował też liczne próby spopularyzowania teatru polskiego i operetki wśród społeczeństwa śląskiego (wprowadził m.in. abonamentową sprzedaż biletów dla zakładów pracy, tanie bilety na popołudniowe przedstawienia itp.).
Z Sosnowca przeniósł się ponownie do Lublina, gdzie w sezonie 1904/05 prowadził teatr miejski, a latem Teatr Letni „Rusałka”. W następnych latach był dyrektorem teatru w Częstochowie (1905), Ciechocinku (w sez. letnich 1906, 1907, 1908), Płocku (koniec 1907), Włocławku (zima 1907/08), Łowiczu (1908), Kielcach (do stycznia 1910), Radomiu i Łomży (1909) i Łodzi (występy zespołu operetkowego pod dyrekcją Felińskiego od 22 I 1910 w Teatrze Wielkim). Od ok. 1900 występował już bardzo rzadko (przeważnie tylko z okazji swoich benefisów), a 12 maja 1900 roku wystąpił ostatni raz z okazji jubileuszu dwudziestu pięciu lat pracy w teatrze.
Uważany był za dobrego komika i śpiewaka operetkowego. Ważniejsze role: Gapcio (Podróż po Warszawie), Klepacki (Wicek i Wacek), Wistowski (Grube ryby), Petryłło (Miód kasztelański), Bobczyński (Rewizor), Corner (Baron cygański), Gaspard (Dzwony kornewilskie), Major (Nitouche).
Felicjan Feliński zmarł w Warszawie, został pochowany na Starych Powązkach.